# Сервия (Козани)
Се́рвия (греч. Σέρβια) — малый город в Греции. Административный центр одноимённой общины в периферийной единице Козани в периферии Западная Македония. Расположен на высоте 438 м над уровнем моря, у подножья гор Пиерия, у водохранилища Полифитон на реке Альякмон. Население по переписи 2011 года — 2980 человек.

## История

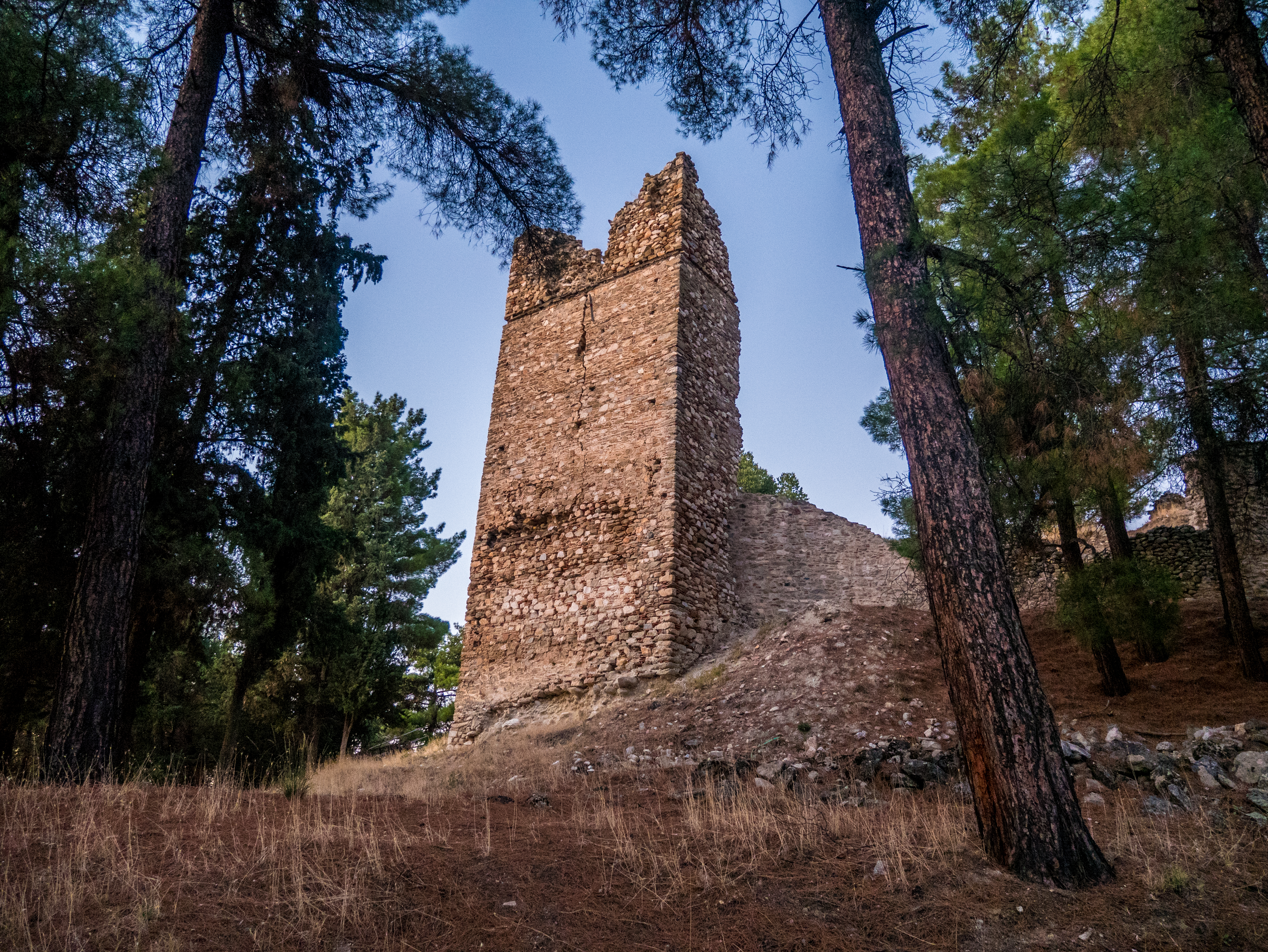
Византийская крепость в Сервии

Византийская крепость расположена на западном склоне гор Пиерия, в естественном укреплении к востоку от холмов-близнецов, которые возвышаются над современным городом и между которыми проходит русло протока. Крепость доминирует над плодородной долиной Альякмона и коротким и относительно доступным путём из Македонии в Фессалию и Южную Грецию через долину реки Сарандапорос.
С конца IX века известна церковная кафедра в Сервии, подчинённая Фессалоникийской митрополии. В конце X века крепость захватывает болгарский царь Самуил, в 1001 году её отвоевывает византийский император Василий II Болгаробойца. I. В 1018 году Василий II частично разрушил стены, чтобы крепость не служила убежищем для болгарских войск. В 1204 году Сервия была оккупирована франками, а в 1216 году оккупирована правителем Эпира Феодором Комнином Дукой. Михаил II Комнин Дука после битвы при Клокотнице (1230) занял крепость и сразу отремонтировал стены. В 1257 году Сервия захвачена никейским императором Феодором II Ласкарисом. В 1341 году Сервию занял сербский король Стефан Урош IV Душан, в 1350 году — византийский император Иоанн VI Кантакузин. В 1393 году Сервию завоевали войска султана Баязида I. Во время турецкой оккупации византийская крепость была заброшена, а нижний город и пригород за стенами были густо заселены. В середине XVII века, когда османский путешественник Эвлия Челеби проезжал через Сервию, он описал город следующим образом:
Это великолепная крепкая крепость треугольной формы, построенная из камня. Это небольшая крепость. По обеим сторонам нависающие сверху высокие горы. На горах виноградники. Внутри крепости около сотни домов греческих бедняков. Но нет пороховых складов, пушек, складов и рвов.
Церковная кафедра перенесена в Козани в 1745 году. Христианские церкви не были преобразованы в мечети, а были отремонтированы и заново обнесены стеной, продолжая свою деятельность до XIX века, когда старое поселение было заброшено.

## Сообщество Сервия
Сообщество Сервия (Κοινότητα Σερβίων) создано в 1918 году (ΦΕΚ 260Α). В сообщество входят три населённых пункта. Население 3540 человек по переписи 2011 года. Площадь 51,295 км².
| Наименование | Население (2011), человек |
| ------------ | ------------------------- |
| Лава         | 0                         |
| Неа-Лава     | 560                       |
| Сервия       | 2980                      |

## Население
| Год  | Население, человек |
| ---- | ------------------ |
| 1991 | 3119               |
| 2001 | 3410               |
| 2011 | ↘ 2980             |